# Daphné camélée
Daphne cneorum
Espèce
Classification phylogénétique
Le daphné camélée (Daphne cneorum) est un arbrisseau à feuilles persistantes de la famille des Thyméléacées.
C'est une plante souvent prostrée, aux jeunes rameaux duveteux, aux feuilles ovales, glabres, aux fleurs odorantes roses, velues, groupées en inflorescences terminales. L'ensemble de la plante est toxique.
On la rencontre sur les pelouses et rocailles calcaires jusqu'à 2 100 m avec une aire de répartition qui est plutôt continentale en Europe moyenne et méridionale.
On trouve par exemple le daphné camélée sur la corniche de la reculée de Loulle, sur le plateau jurassien à 700 m d'altitude, non loin de Champagnole : il s'agit d'un espace protégé unique dans la région. La floraison a lieu au milieu du printemps.

## Photos

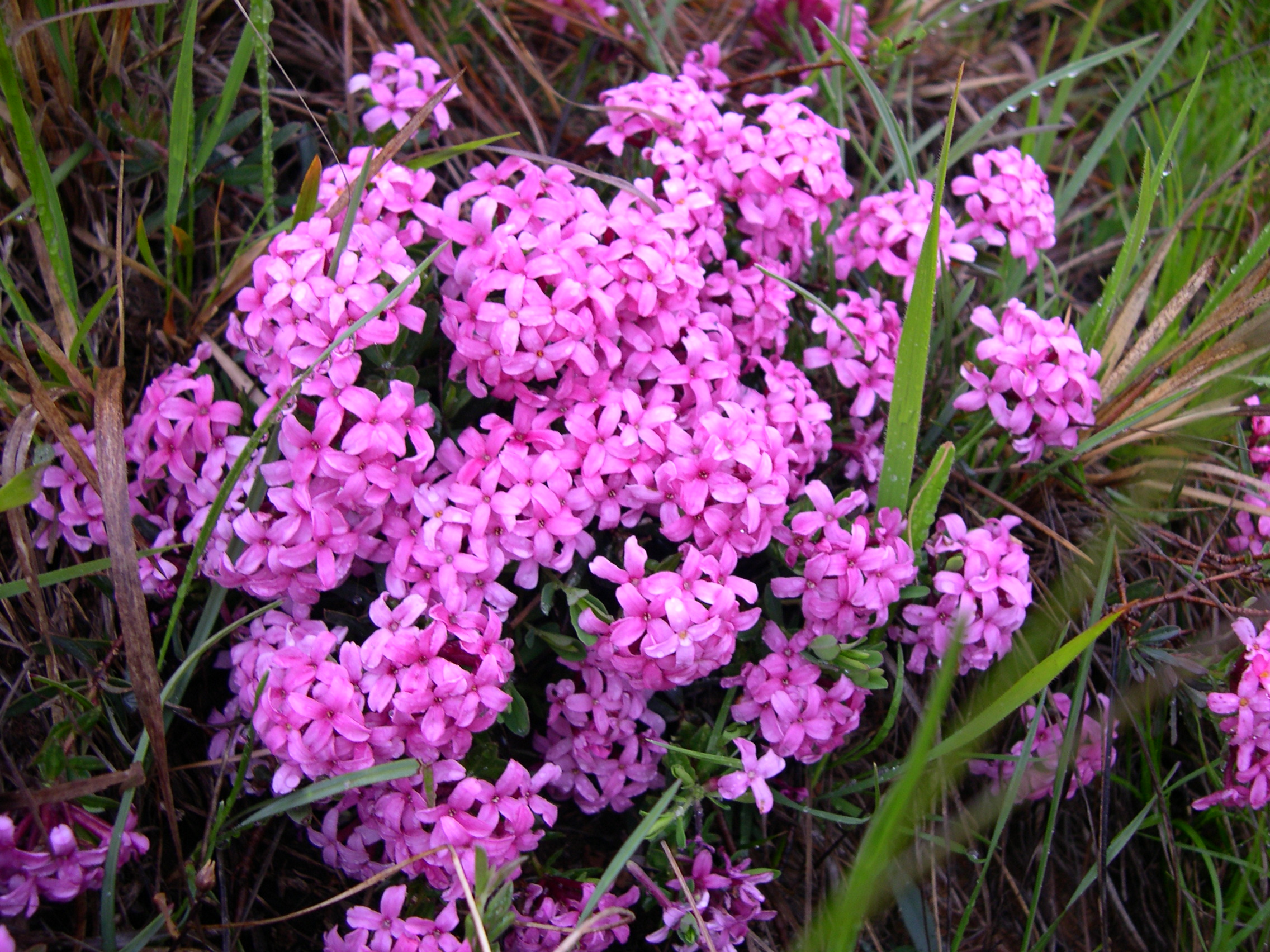
Daphné camélée : inflorescences
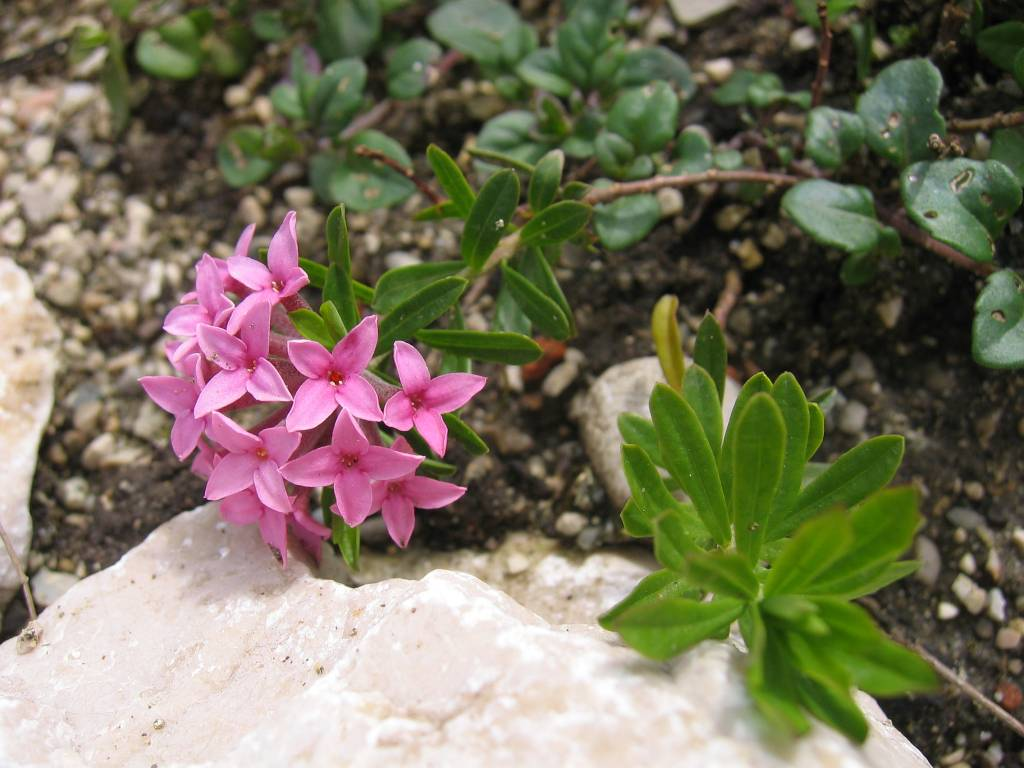
Daphné camélée : aspect général
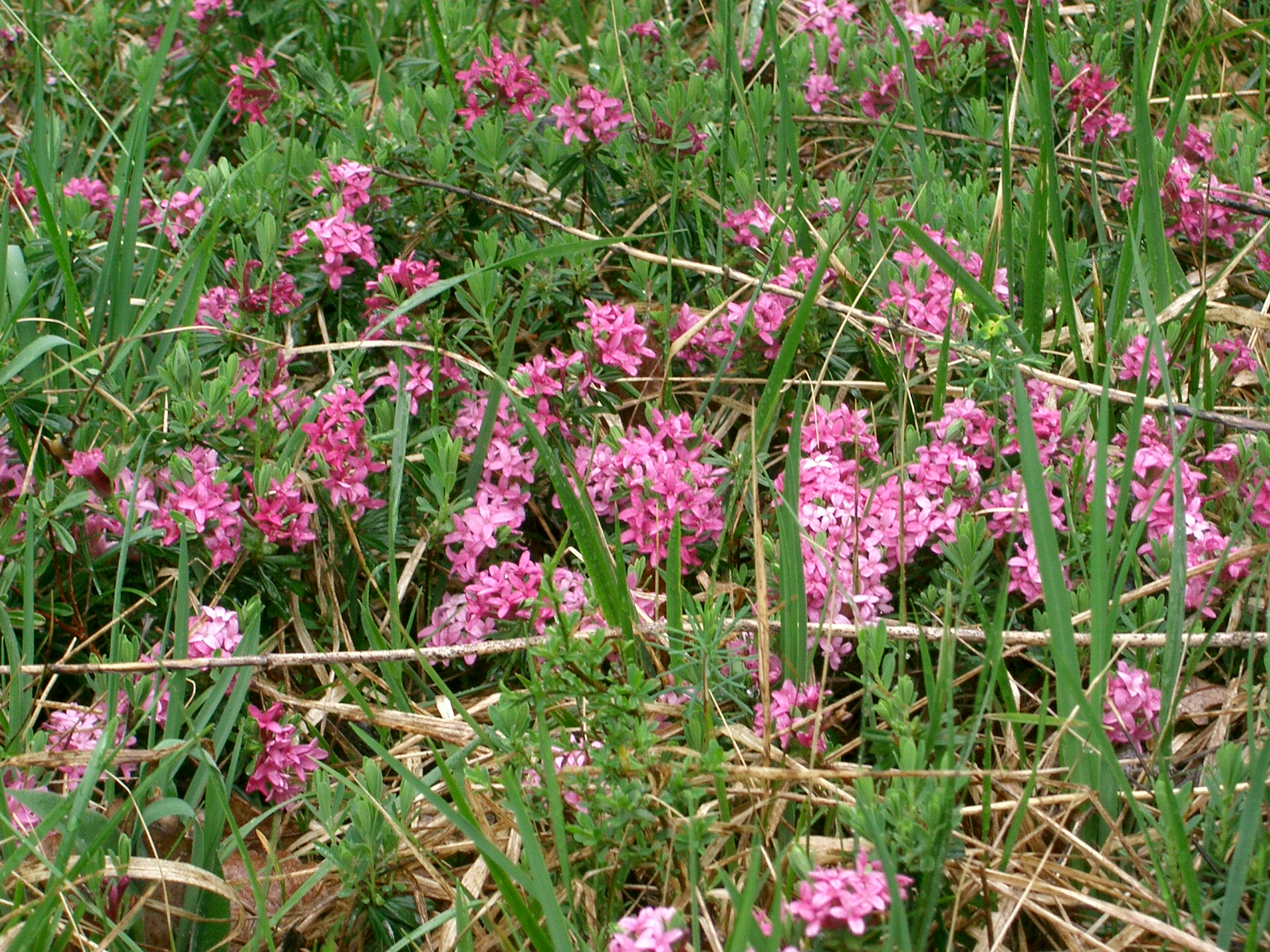
Daphné camélée - plateau du Jura
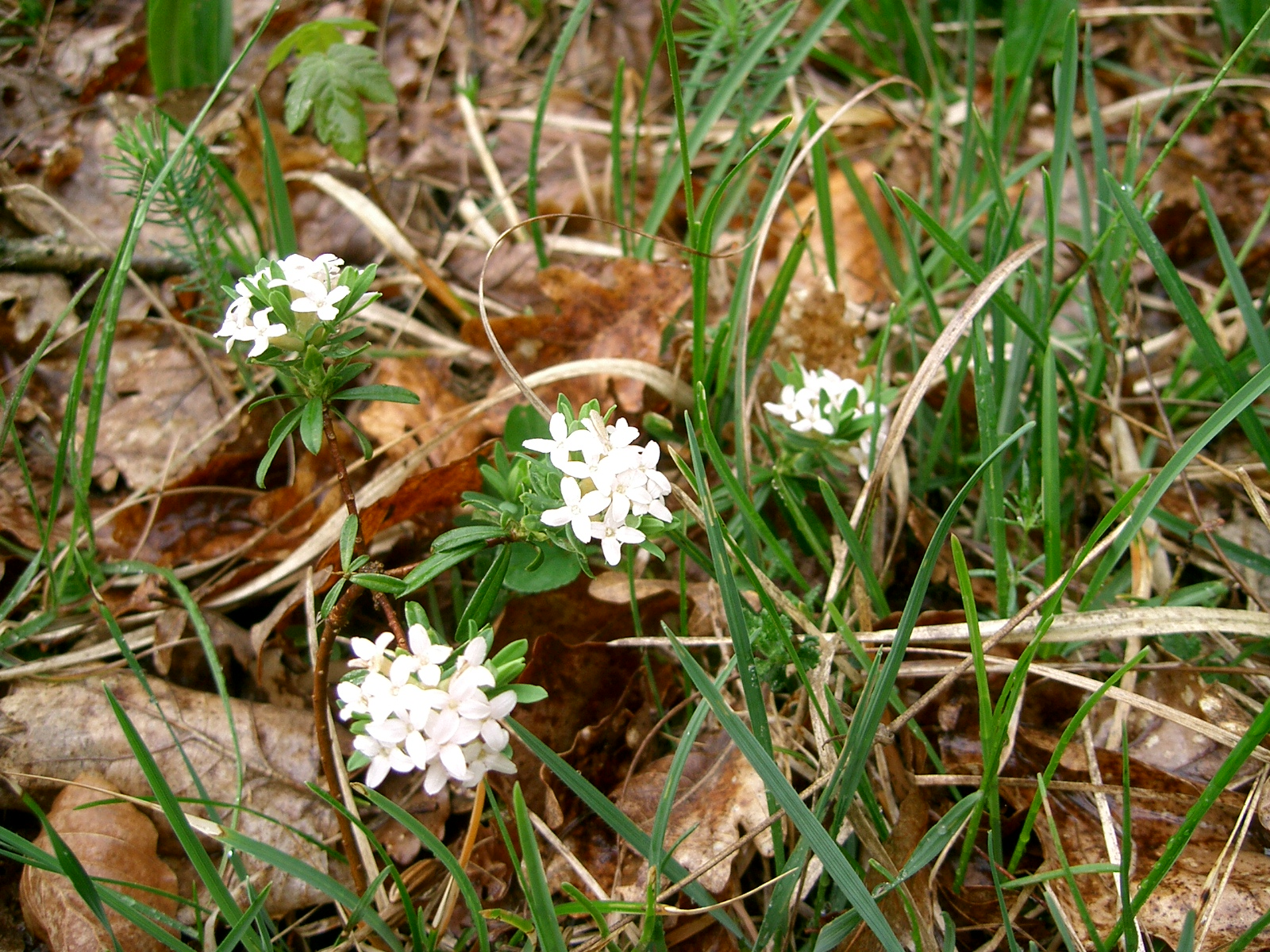
Daphné camélée dans sa forme blanche.